# Сатанівка (Хмельницький район)
Сатані́вка — село в Україні, у Сатанівській селищній територіальній громаді Хмельницького району Хмельницької області.

## Символіка

### Герб
Червоний щит перетятий срібною хвилястою балкою, поверх якої в косий хрест покладені золоті римські списи. Від точки перетину списів в лівий та правий верхній і нижній укорочені перев'язи виходять золоті березові гілки, вгору і вниз в укорочений стовп виходять золоті соснові гілки. Поверх усього червоний квадратний щиток із заокругленими кутками, на якому золоте шістнадцятипроменеве сонце. Щит вписаний у декоративний картуш і увінчаний золотою сільською короною. Унизу картуша напис «САТАНІВКА».

### Прапор
Квадратне полотнище поділене хвилясто горизонтально на три смуги – червону, білу і червону – у співвідношенні 5:2:5. В центрі полотнища в косий хрест покладені жовті римські списи. Від точки перетину списів до кутків полотнища виходять жовті березові гілки, вгору і вниз виходять жовті соснові гілки. Поверх усього червоний квадратний щиток із заокругленими кутками, на якому жовте шістнадцятипроменеве сонце.

### Пояснення символіки
Вся композиція являє собою стилізований римський щит на знак легенди про заснування поселення римськими легіонерами (фраза Sat an non); середня хвиляста смуга означає ріку Збруч, гілки – символ лісистої місцевості.

## Населення
Населення становить 581 осіб.

### Мова
Розподіл населення за рідною мовою за даними перепису 2001 року:
| Мова       | Відсоток |
| ---------- | -------- |
| українська | 98,45%   |
| російська  | 1,21%    |
| білоруська | 0,34%    |

## Уродженці села
- Кисельов Олександр Іванович (11 квітня 1903 — 24 лютого 1967) — український літературознавець, перекладач.
- Петрук Володимир Степанович (22 листопада 1955) — генерал.

## Галерея

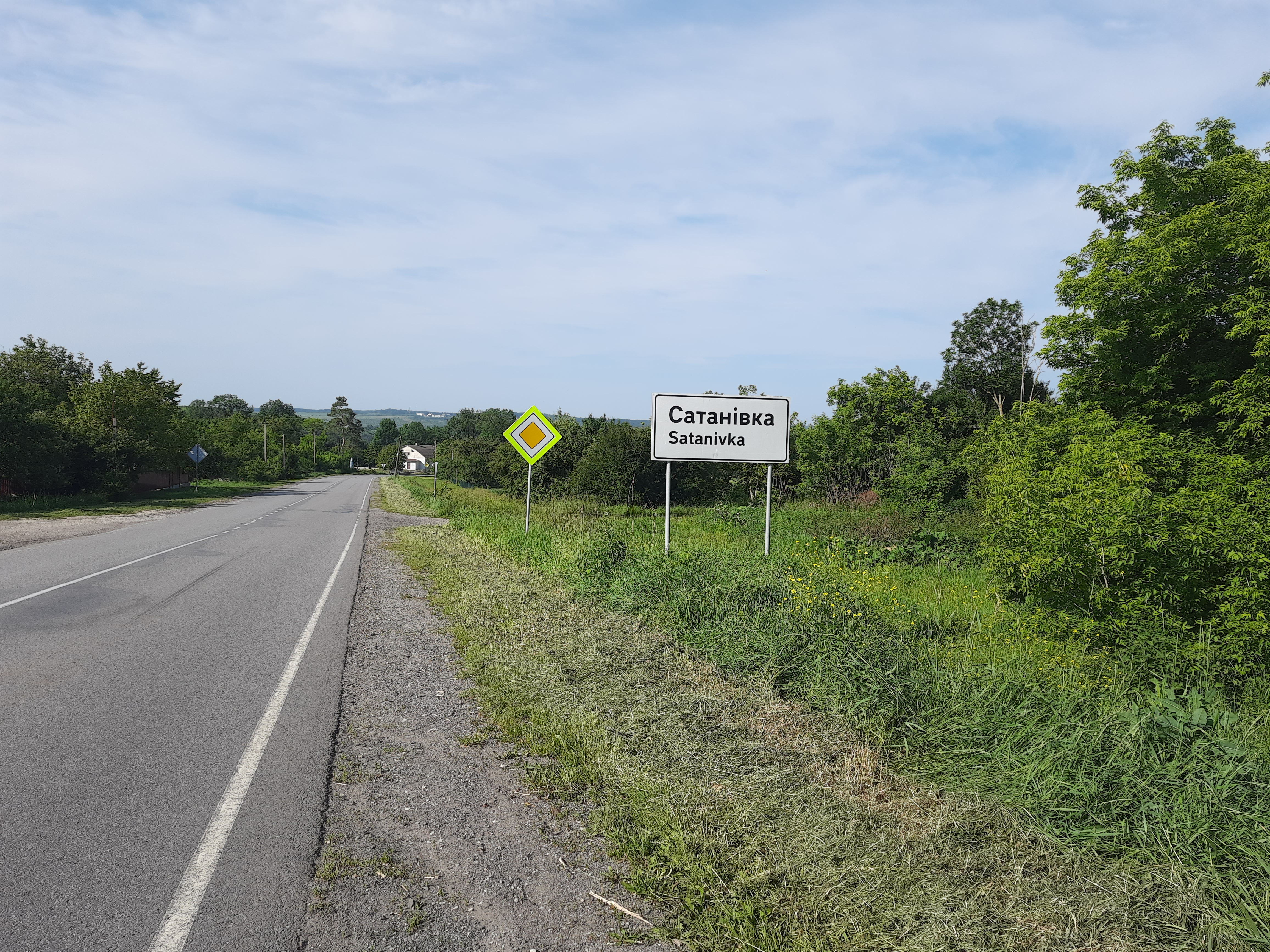
Дорожній знак при в'їзді в село
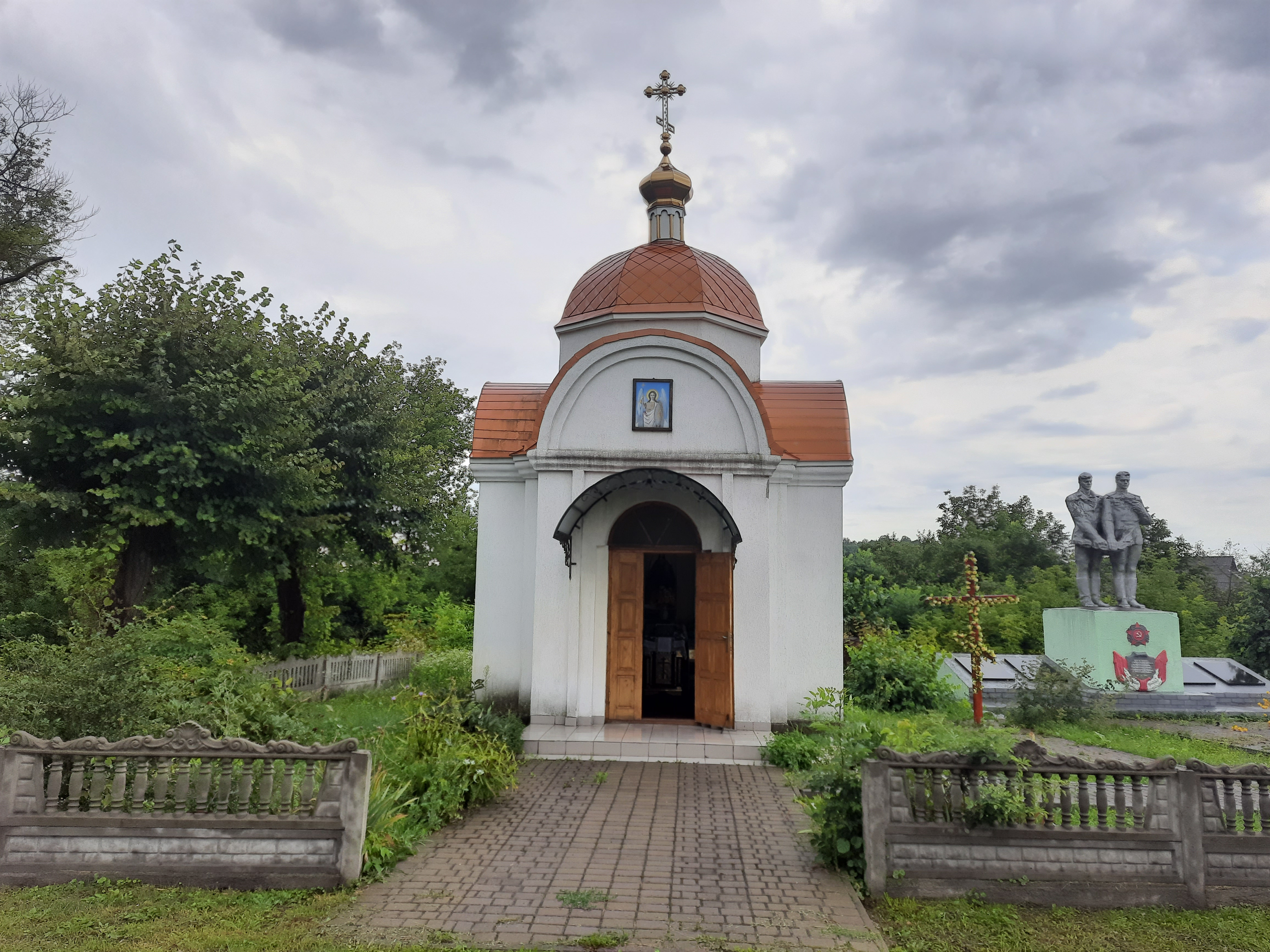
Капличка
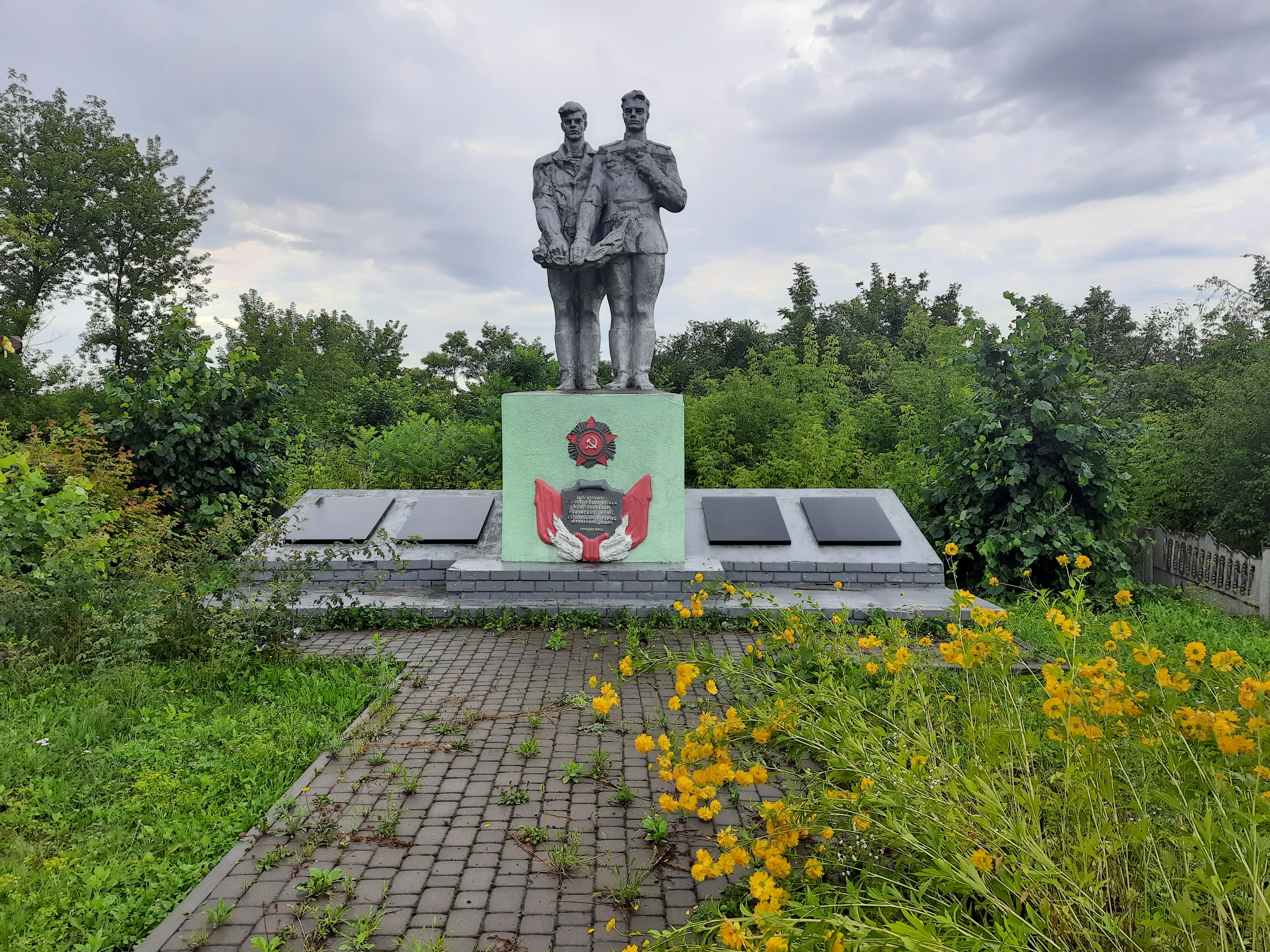
Пам'ятник загиблим односельцям
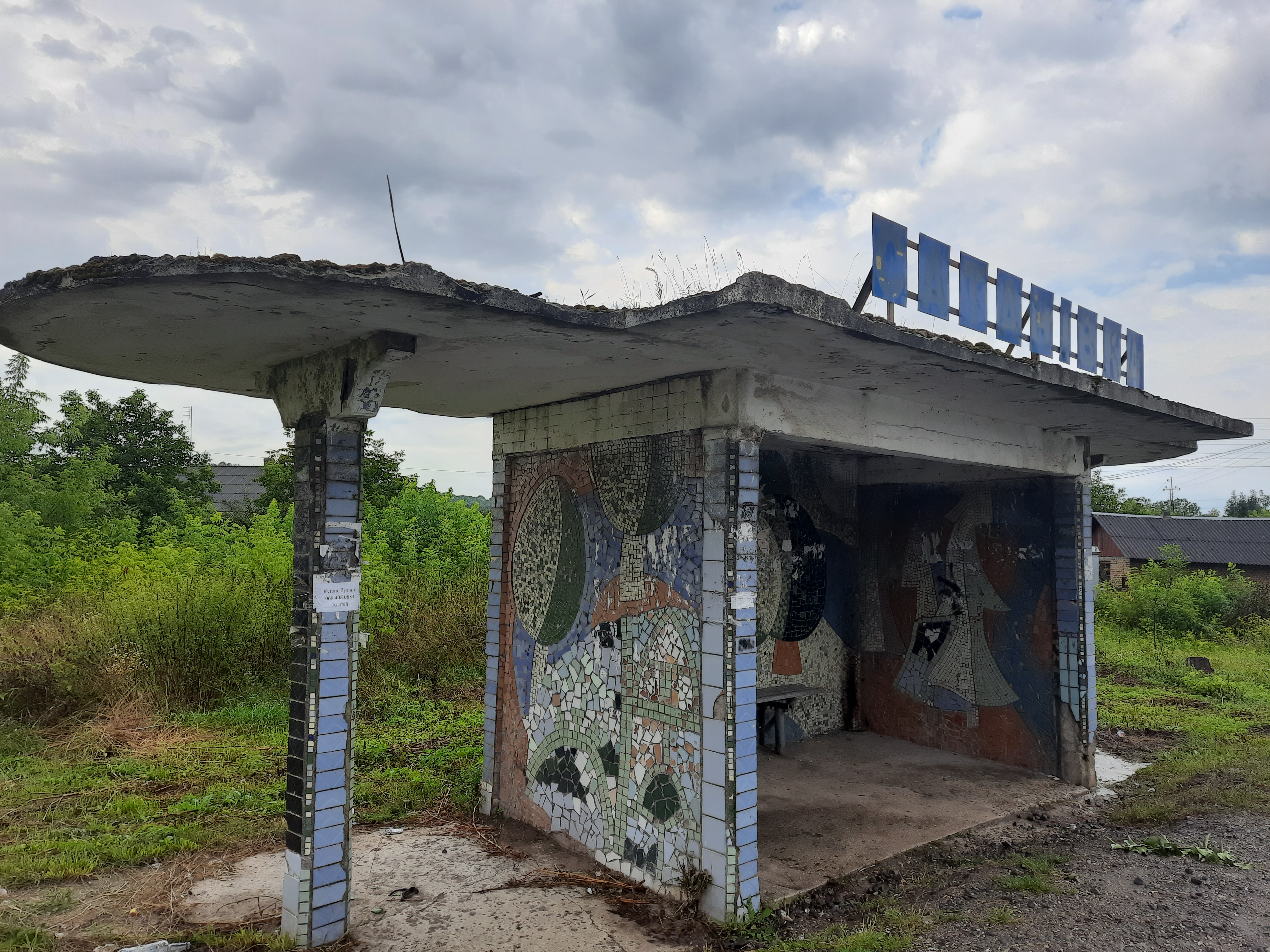
Автобусна зупинка